# Saint-Germain-la-Montagne
Saint-Germain-la-Montagne là một xã trong tỉnh Loire miền trung nước Pháp.